# 페르마의 마지막 정리

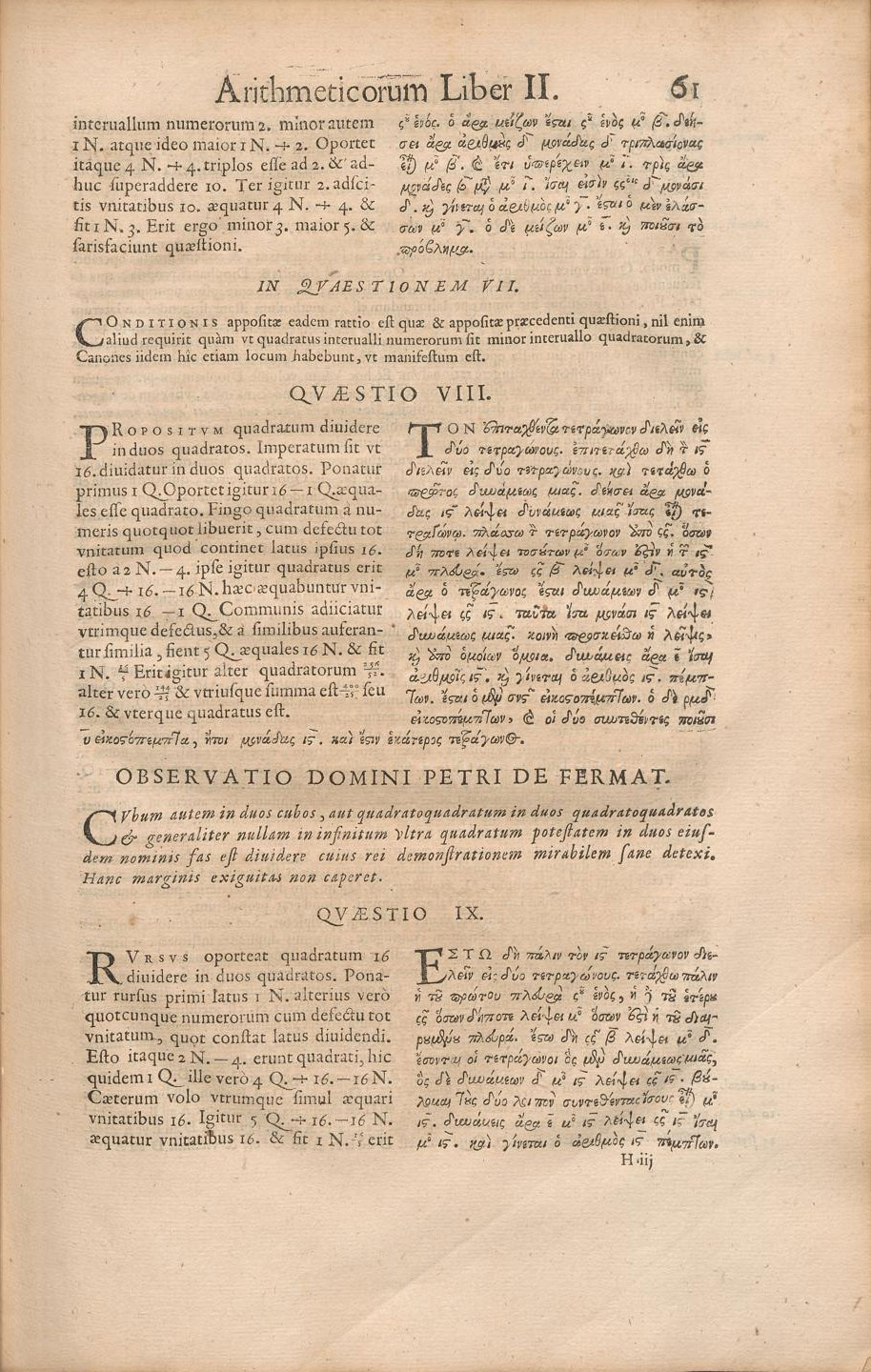
1670년 출간된 피에르 드 페르마의 주석이 달린 디오판토스의 《산술》(Arithmetica) 제2권 8번 문제(Qvæstio VIII) 밑에 페르마의 마지막 정리가 들어있는 주석(Observatio domini Petri di Fermat)이 수록되어 있다.

페르마의 마지막 정리(영어: Fermat’s last theorem)란, 정수론에서 {\displaystyle n}이 3 이상의 정수일 때, {\displaystyle a^{n}+b^{n}=c^{n}}을 만족하는 양의 정수 {\displaystyle a,b,c}가 존재하지 않는다는 정리이다.
이 정리는 1637년 프랑스의 유명한 수학자였던 피에르 드 페르마가 처음으로 추측하였다. 수많은 수학자들이 이를 증명하기 위해서 노력하였으나 실패하였다. 페르마가 자신의 추측을 기록한지 358년이 지난 1995년에 이르러서야 영국의 저명한 수학자인 앤드루 와일스가 이를 증명하였다. 이 방법이 페르마가 살던 시기에는 발견되지 않은 데다가 매우 복잡하기 때문에 수학자들은 페르마가 다른 방법으로 증명했거나 증명에 실패했다고 추측한다.
이 정리를 증명하기 위한 수학자들의 각고의 노력 덕분에 19세기 대수적 수론이 발전했고 20세기에 모듈러성 정리가 증명되었다. 앤드루 와일스의 증명은 기네스북에서 가장 어려운 수학 문제로 등재되었다.
이 문제는 고대 그리스의 저명한 수학자인 피타고라스가 증명한 피타고라스 정리가 세제곱 이상에서도 성립할까라는 질문에서 시작되었다고 한다

## 역사

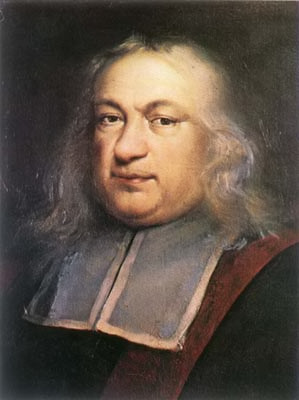
피에르 드 페르마

1637년 피에르 드 페르마는 1621년 출간된 디오판토스의 《산법》(Arithmetica)의 여백에 다음과 같이 주석을 달았다.
| “ | 임의의 세제곱수는 다른 두 세제곱수의 합으로 표현될 수 없고, 임의의 네제곱수 역시 다른 두 네제곱수의 합으로 표현될 수 없으며, 일반적으로 3 이상의 지수를 가진 정수는 이와 동일한 지수를 가진 다른 두 수의 합으로 표현될 수 없다. 나는 이것을 경이로운 방법으로 증명하였으나, 책의 여백이 충분하지 않아 옮기지는 않는다. Cubum autem in duos cubos, aut quadratoquadratum in duos quadratoquadratos, et generaliter nullam in infinitum ultra quadratum potestatem in duos eiusdem nominis fas est dividere cuius rei demonstrationem mirabilem sane detexi. Hanc marginis exiguitas non caperet. | ” |
|   | — |   |

페르마는 {\displaystyle a^{n}+b^{n}=c^{n}} 식에서 {\displaystyle n}이 3 이상인 모든 정수 {\displaystyle n} 에 대한 증명을 남기지는 않았지만, {\displaystyle n=4}인 경우에 대해서는 자세한 증명을 남겼다. 이 증명에 지수의 법칙을 적용하면, 결국 페르마의 마지막 정리에 대한 증명은 모든 정수 n에 대하여 살필 필요 없이 소수의 경우만 증명하면 된다. 페르마가 추론을 적은 1637년부터 2세기 동안 {\displaystyle n} 이 3, 5, 7 인 경우가 증명되었고 1839년 소피 제르맹이 100 이하의 소수에 대해 증명하였다. 19세기 중반 에른스트 쿠머는 정규 소수 전체에 대해 페르마의 마지막 정리가 성립한다는 것을 증명하였다. 이후 쿠머의 작업을 기반으로 컴퓨터를 사용한 정교한 연구를 통해 4백만 이하의 모든 정수에 대해 페르마의 마지막 정리가 성립한다는 것이 증명되었다.
1984년 게르하르트 프라이(Gerhard Frey)는 당시 다니야마-시무라 추론으로 알려진 타원 곡선에 대한 모듈러성 정리가 참일 경우 모든 정수 {\displaystyle n} 에 대하여 페르마의 마지막 정리 역시 성립된다는 것을 보였다. 1986년 케네스 앨런 리벳은 프라이의 추론 가운데 일부를 증명하였고, 1995년 앤드루 와일스는 리벳의 작업을 바탕으로 리처드 로런스 테일러의 도움을 받아 모듈러성 정리가 참이라는 것과 따라서 페르마의 마지막 정리 역시 성립한다는 것을 증명하였다. 와일스의 증명은 널리 알려졌으며 여러 책과 텔레비전 프로그램에서 소개되었다.

## 수학적 배경
페르마의 마지막 정리는 피타고라스 수의 관계식 {\displaystyle a^{2}+b^{2}=c^{2}}을 일반식 {\displaystyle a^{n}+b^{n}=c^{n}}으로 확장시켰을 경우, 정수인 지수 {\displaystyle n}에 대해 {\displaystyle n}이 3 이상일 때 정수 해가 없다는 것을 뜻한다. 여기에는 피타고라스 수 외에도 디오판토스 방정식과 같은 수학적 배경이 자리하고 있다.

### 피타고라스 수

위 식을 만족하는 세 수는 직각삼각형의 세 변이 된다.

피타고라스 수는 다음의 등식을 만족하는 세 정수로 된 튜플 {\displaystyle (a,b,c)}이다.
{\displaystyle a^{2}+b^{2}=c^{2}.\ }
이 등식은 페르마의 방정식에서 {\displaystyle n=2} 인 경우에 해당한다.
피타고라스 수에 대한 간단한 예로는 (3, 4, 5) 와 (5, 12, 13) 이 있다. 피타고라스 수를 이루는 세 정수로 된 튜플은 무한히 많다. 여러 문화에서 튜플을 이루는 정수가 존재하는 지에 대한 문제이다.

### 디오판토스 방정식

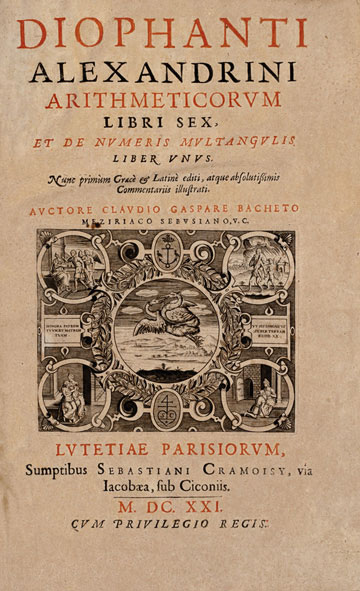
1621년 출간된 디오판토스의 《산법》(Arithmetica) 표지

페르마의 방정식 {\displaystyle x^{n}+y^{n}=z^{n}}은 디오판토스 방정식의 특수한 예이다.
디오판토스 방정식은 정수로 된 해만을 허용하는 부정 다항 방정식이다. 디오판토스 문제는 미지수인 변수와 그 변수의 수 보다 적은 방정식을 제시하고, 주어진 모든 방정식을 만족하는 정수 해들을 찾도록 한다. 방정식의 이름은 풀이 방법을 서술한 3세기에 살았던 알렉산드리아의 수학자 디오판토스의 이름에서 유래하였다.
디오판토스 방정식의 예로 아래의 방정식을 들 수 있다.
{\displaystyle x+y=4}
{\displaystyle x^{2}+y^{2}=10}
위 두 방정식을 모두 만족하는 정수 x 와 y를 구하는 것이 디오판토스 문제이다.
디오판토스의 주요 저작 가운데 전해진 것으로는 《산법》(Arithmetica)이 유일하다. 페르마는 《산법》을 읽다가 마지막 정리에 대해 착상하였다. 페르마가 읽은 《산법》은 1621년 클라우드 가스파르 바세 드 메지리아가 새롭게 편찬한 것이었다.
디오판토스 방정식은 수천년에 걸쳐 연구되어온 주제이다. 예를 들어 피타고라스 수를 찾는 방정식 {\displaystyle x^{2}+y^{2}=z^{2}} 은 기원전 1800년 무렵 바빌로니아에서도 연구된 바 있다. 1차 방정식으로 된 디오판토스 방정식, 예를 들어 {\displaystyle 26x+65y=13} 과 같은 것의 해는 기원전 5세기 무렵 만들어진 유클리드 호제법을 이용하여 구할 수 있다.

## 특정 지수에 대한 증명
페르마 자신이 이 정리에 대하여 증명한 것 가운데 오늘날까지 전해오는 것은 {\displaystyle n=4}인 경우 단 한 가지뿐이다. 페르마는 무한강하법을 이용하여 직각 삼각형의 두 변을 이루는 정수로 된 네제곱 수가 존재할 수 없다는 것을 증명하였다. 페르마의 증명은 다음의 방정식에 대한 정수해가 없다는 것을 뜻한다.
{\displaystyle x^{4}-y^{4}=z^{2}}
위의 증명은 페르마의 마지막 정리에서 n = 4 인 경우인 {\displaystyle a^{4}+b^{4}=c^{4}} 와 같은 형태인 {\displaystyle c^{4}-b^{4}=(a^{2})^{2}} 로 바꾸어 쓸 수 있다. 페르마는 이 방정식에서 a, b, c 의 절댓값을 아무리 작은 수로 잡아도 그 보다 더 작은 수로 나타낼 수 있다는 점을 증명하였다. 그런데, 정수의 절댓값이 무한히 작아지는 것은 불가능하므로 결국 정수해가 존재하지 않는다는 것을 알 수 있다.

### 소피 제르맹

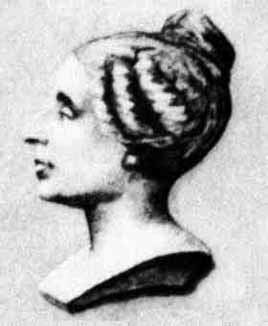
소피 제르맹

19세기 초, 소피 제르맹은 페르마의 마지막 정리를 모든 지수에 대해 적용하는 단초로써 몇 가지 특별한 접근법을 개발하였다. 우선, 제르맹은 소수 p에 대하여 3의 배수가 아닌 임의의 정수 {\displaystyle h}를 사용하여 방정식 {\displaystyle \theta =2hp+1} 을 만족하는 보조적인 소수의 집합 θ를 정의하였다. 제르맹은 만약 모듈러 θ에 인접한 정수가 소수 p 제곱으로 나타낼 수 없다면 (이를 비접속 조건이라 한다), θ는 반드시 세 정수 xyz의 곱으로 나타낼 수 있다는 것을 보였다. 제르맹은 
수학적 귀납법을 사용하여 이와 같은 조건을 만족할 경우 페르마의 마지막 정리가 참이 된다는 것을 증명하였고, 100 이하의 소수에 대해 이를 검증하였다. 그러나 모든 정수 n 에 대하여 성립한다는 것을 증명할 수는 없었다. 1985년 레오나드 애들먼과 로저 히스브라운, 그리고 에디엥 포브리는 제르맹이 정의한 특정한 소수 p 전체에 대해 페르마의 마지막 정리가 참임을 증명하였다.

### 쿠머의 아이디얼 이론

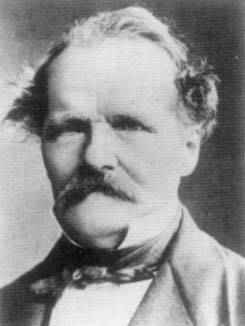
에른스트 쿠머

에른스트 쿠머는 또한 페르마의 마지막 정리에 대한 증명 과정에서 근대 정수론의 기반을 마련하였다. 쿠머는 소수를 정규 소수와 비정규 소수로 구분하고, 페르마의 마지막 정리의 방정식 {\displaystyle x^{n}+y^{n}=z^{n}}에 대해 n이 정규 소수일 때 해를 갖지 않는다는 것을 증명하였다. 쿠머의 증명 방법은 훗날 아이디얼 이론으로 불리게 된 이론의 기초인 P진수의 발견에 거의 근접한 것이었다. 소수의 n차 단위근에 대해 체를 확장한 쿠머 이론은 이차 형식에 대한 탁월한 연구였으며, 오늘날에도 아이디얼 유군을 다루는 유체론의 기반을 이루고 있다.

### 모델 추측

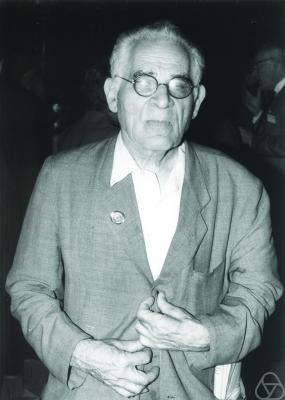
루이스 모델

1920년대에 들어 루이스 모델은 페르마의 방정식에서 지수 n 이 자명하지 않은 소수일 경우 n이 아무리 큰 수라도 페르마의 마지막 정리가 성립할 것이란 추측을 내놓았다. 이 추측은 1983년 게르트 팔팅스에 의해 증명되어 팔팅스 정리라고 불리게 되었다.

### 컴퓨터의 이용
20세기 후반에 들어 컴퓨터를 이용해 비정규 소수에 대한 쿠머의 접근법을 확장하는 연구가 있었다. 1954년, 해리 밴디버(Harry Vandiver)는 SWAC 컴퓨터를 이용하여 2521까지의 소수 n에 대하여 페르마의 마지막 정리가 성립한다는 것을 증명하였다 1978년에는 새뮤얼 왜그스태프(Samuel S. Wagstaff)가 125,000 이하의 소수에 대하여 페르마의 마지막 정리가 성립함을 증명하였다. 1993년, 4백만 이하의 모든 소수에 대해 페르마의 마지막 정리가 성립한다는 것이 증명되었다.

## 타원곡선과의 관계

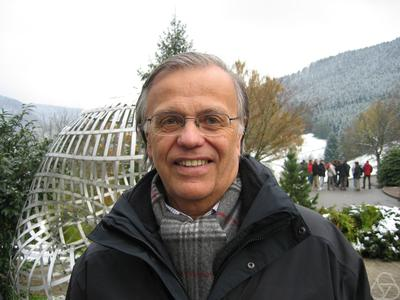
게르하르트 프라이

1984년 게르하르트 프라이는 모듈러성 정리를 증명하면 페르마의 마지막 정리 역시 증명 가능하다는 것을 최초로 설명하였다. 프라이는 페르마의 방정식의 해 {\displaystyle (a,b,c)}는 {\displaystyle p>2} 인 지수 {\displaystyle p}를 사용할 때, 다음과 같이 타원 곡선의 형태로 변환할 수 있다는 것을 기록하였다.
{\displaystyle y=x(x-a^{p})(x+b^{p})}
그런데 이렇게 나타낸 타원 방정식은 모듈러 곡선으로 변환할 수 없는 비정상적인 모습이 된다. 1950년대 일본의 수학자 다니야마 유타카와 시무라 고로는 모든 타원곡선은 적당한 형태의 모듈러 곡선으로 변환되며 그 역 역시 가능하다는 다니야마-시무라 추측을 발표하였다. 따라서, 다니야마-시무라 추론이 참이라면, 페르마의 방정식을 변환한 타원 방정식 역시 모듈러 곡선으로 변환되어야 하는데, 그것이 불가능하다는 것은 페르마의 방정식에 정수해가 존재하지 않는 다는 의미가 되므로 결국 페르마의 정리가 참이라는 결론을 얻게 된다.
위와 같은 방식의 증명은 두 단계의 세부적인 증명을 거쳐야 한다. 우선 프라이가 나타낸 바와 같이 페르마의 방정식이 타원 방정식으로 변환 가능한 지를 증명하여야 한다. 프라이는 이것을 엄밀하게 증명하는데 성공하지 못하였다. 장피에르 세르는 프라이가 놓친 부분을 “엡실론 추측”(영어: epsilon conjecture)이라는 이름으로 정리하였고, 1986년 케네스 앨런 리벳은 세르의 엡실론 추측을 증명하였다. 두 번째 단계는 모든 타원 방정식이 대응되는 특정한 모듈러 곡선을 갖고 있는데 반해 페르마 방정식은 그러지 못하다는 것을 보이는 것이다. 앤드루 와일스는 1995년 이것을 증명하여 페르마의 정리를 증명할 수 있었다.

## 와일스의 증명

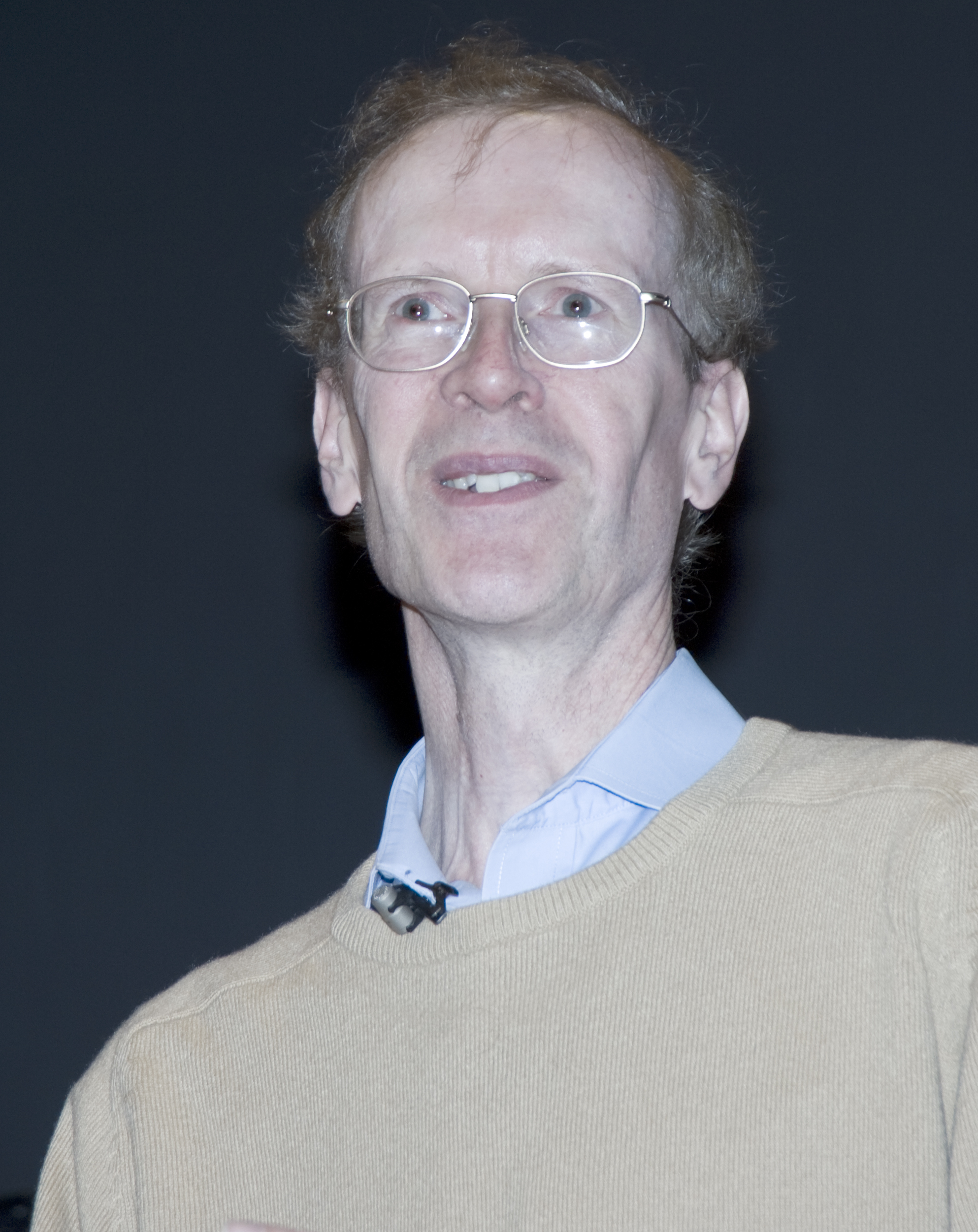
앤드루 와일스

1986년 이루어진 리벳의 엡실론 추측에 대한 증명으로, 페르마의 마지막 정리를 증명하기 위한 프라이 방법의 첫 단계가 해결되었다. 앤드루 와일스는 프라이 방법의 두 번째 단계인 타니야마-시무라 추론을 홀로 증명하기로 결심하였다.(타니야마-시무라 추론은 와일스의 증명 이후, 모듈러성 정리로 불린다.) 와일스는 6년 동안 비밀리에 연구를 계속하였다. 와일스는 빅토르 콜리바긴(러시아어: Виктор Александрович Колывагин)과 마티아스 플라흐가 발전시킨 오일러 계를 확장하였다. 와일스는 이 방식에 익숙하지 않았기 때문에 1993년 프린스턴 대학교 동료인 닉 카츠에게 자신의 연구 결과 검증을 부탁하였다.
1993년 중반 무렵, 와일스는 자신의 결과에 대해서 충분히 확신할 수 있었다. 와일스는 6월 21일에서 6월 23일까지 아이작 뉴턴 수리과학 협회에서 3번의 강의를 통해 자신의 연구 결과를 발표하였다. 와일스는 특히 불완전한 타원곡선에 대한 타니야마-시무라 추론의 증명을 제시하면서, 타원함수 추론에 대한 리벳의 증명을 함께 도입해서 페르마의 마지막 정리를 증명하였다. 그러나 와일스의 이러한 증명을 검증하는 과정에서 오류가 발견되었다. 오류를 발견한 사람 가운데에는 와일스의 증명에 도움을 준 카츠도 있었다고 한다.
와일스와 그의 제자였던 리처드 로런스 테일러는 1년 가까이 오류를 해결하기 위해서 노력하였으나 실패하였다. 그러던 1994년 9월 19일 와일스는 예전에 콜리바긴-플라흐 방법을 도입하면서 포기하였던 자신의 수평 이와사와 이론 접근법과 헤케 대수학의 환론적 속성을 떠올렸고, 다시 테일러와 함께 증명을 완성하였다. 와일스는 1995년 5월에 두 편의 논문을 발표해서 358년 된 수학 난제인 페르마의 마지막 정리를 완벽하게 증명하였다.

## 양의 정수 이외의 지수
지수의 법칙에 따라 어떤 수의 거듭제곱 an의 지수 n은 정수 뿐만 아니라 유리수와 복소수를 포함하는 모든 수로 나타낼 수1992년 렌스트라는 유리 지수를 갖는 방정식 {\displaystyle a^{n/m}+b^{n/m}=c^{n/m}}에 대하여 {\displaystyle n=1} 일 경우의 일반 해를 구하였다..

## 페르마의 실제 증명에 대한 의문
페르마는 《산법》 여백에 자신이 놀라운 방법으로 증명하였다고 기록하였지만, 남아있는 상세한 증명은 {\displaystyle n=4}인 경우, 즉 {\displaystyle x^{4}+y^{4}=z^{4}}의 정수 해가 존재하지 않는다는 것뿐이다. 실제 페르마는 아마추어 수학자로서, 여가 활동으로 수학을 즐겼기 때문에 어느 정도 자신의 생각이 정리되면 다음 문제로 넘어가곤 하였다. 앤드루 와일스와 리처드 로런스 테일러가 마무리 지은 증명 방법은 20세기에 발견한 많은 현대 수학을 바탕으로 하고 있기 때문에, 페르마가 이와 같은 방법으로 페르마의 마지막 정리를 증명할 생각을 할 수는 없었을 것이다.
오하이오 주립 대학교의 수학 논리학자인 하비 프리드먼(Harvey Friedman)은 페르마가 직접 페르마의 마지막 정리를 증명하기에는 당시 개발된 산술의 기초 도구들이 빈약하였기 때문에, 무리였을 것이라고 주장한 바 있다.

## 포상
프랑스 과학 아카데미는 1816년과 1850년에 페르마의 마지막 정리에 대한 일반적인 증명에 대해서 포상을 내걸었다. 1857년 프랑스 과학 아카데미는 쿠머의 아이디얼 이론에 대해서 금메달과 함께 3,000 프랑을 수여하였다. 브뤼셀 과학 아카데미에서도 1883년 페르마의 마지막 정리를 증명하는 사람에게는 포상을 줄 것이라고 발표하였다.
1908년 독일의 기업가이자 아마추어 수학자였던 파울 볼프스켈은 100,000 마르크를 괴팅겐 과학 아카데미에 기탁해서, 페르마의 마지막 정리를 증명하는 사람에게 수여되도록 하였다. 1908년 6월 27일, 괴팅겐 과학 아카데미는 증명의 검증과 상금의 수여에 대한 9가지 기준을 발표하였다. 중요 기준은 학술지에 발표된 논문만을 심사의 대상으로 한다는 것과 상금 지급 대상은 2007년 9월 13일까지로 한다는 것 등이었다. 1997년 6월 27일 앤드루 와일스는 볼프스켈상을 수상하고, 50,000 달러를 받았다.
볼프스켈상 심사 위원회에는 와일스 이전에 이미 수천 건의 잘못된 증명이 접수되어 있었는데, 이렇게 모인 증명의 양은 높이가 약 3미터에 달했다. 볼프스켈상이 시작된 1908년에 접수된 것만 621건이었고 1970년대에도 매달 3~4건의 증명이 접수되었다. 수학사 연구자인 하워드 이브스는 "페르마의 마지막 정리는 가장 많은 잘못된 증명들이 발표된 정리이기도 하다"고 언급하였다.

## 대중 문화
- 1989년 5월 방영된 《스타 트렉: 넥스트 제네레이션》의 12번째 에피소드 〈더 로얄〉에서는 드라마의 배경이 되는 2360년대에도 여전히 페르마의 마지막 정리가 해결되지 않은 것으로 묘사된다.[49]
- 미국 PBS의 장수 과학 다큐멘터리 노바는 앤드루 와일스의 증명을 소개한 적이 있다.

## 같이 보기
- 피에르 드 페르마
- 앤드루 와일즈
- 모듈러성 정리
- 대수적 수론
- 오일러의 곱셈 공식
- 소피 제르맹 소수
- 오일러의 거듭제곱의 합 추측

## 주해
1. ↑  이 문제의 경우 답은 1 과 3 이 된다.
2. ↑  This elliptic curve was first suggested in the 1960s by Yves Hellegouarch, but he did not call attention to its non-modularity. For more details, see Hellegouarch, Yves (2001). 《Invitation to the Mathematics of Fermat-Wiles》. Academic Press. ISBN 978-0123392510.
3. ↑  리벳의 논문 목록에서 이 주제와 관련한 여러 논문을 확인할 수 있다.

## 참고 문헌
- Aczel, Amir (1996년 9월 30일). 《Fermat's Last Theorem: Unlocking the Secret of an Ancient Mathematical Problem》. Four Walls Eight Windows. ISBN 978-1-568-58077-7.
- Leonard Eugene Dickson (1919). 《History of the Theory of Numbers. Volume II. Diophantine Analysis》. New York: Chelsea Publishing. 545–550, 615–621, 731–776쪽.
- Edwards, HM (1997). 《Fermat's Last Theorem. A Genetic Introduction to Algebraic Number Theory》. Graduate Texts in Mathematics 50. New York: Springer-Verlag.
- Friberg, Joran (2007). 《Amazing Traces of a Babylonian Origin in Greek Mathematics》. World Scientific Publishing Company. ISBN 978-9812704528.
- Kleiner I (2000). “From Fermat to Wiles: Fermat's Last Theorem Becomes a Theorem” (PDF). 《Elem. Math.》 55: 19–37. doi:10.1007/PL00000079. 2012년 2월 19일에 원본 문서 (PDF)에서 보존된 문서. 2013년 1월 8일에 확인함.
- Louis Mordell (1921). 《Three Lectures on Fermat's Last Theorem》. Cambridge: Cambridge University Press.
- Panchishkin, Alekseĭ Alekseevich (2007). 《Introduction to Modern Number Theory (Encyclopedia of Mathematical Sciences)》. Springer Berlin Heidelberg New York. ISBN 978-3-540-20364-3.
- Paulo Ribenboim (2000). 《Fermat's Last Theorem for Amateurs》. New York: Springer-Verlag. ISBN 978-0387985084.
- Simon Singh (1998년 10월). 《Fermat's Enigma》. New York: Anchor Books. ISBN 978-0-385-49362-8.
- Harold Stark (1978). 《An Introduction to Number Theory》. MIT Press. ISBN 0-262-69060-8.
- 사이먼 싱, 박병철 옮김, 《페르마의 마지막 정리》, 영림카디널, 1998, ISBN 89-85055-97-6

- Bell, Eric T. (1998년 8월 6일) [1961]. 《The Last Problem》. New York: The Mathematical Association of America. ISBN 978-0-883-85451-8.
- Benson, Donald C. (2001년 4월 5일). 《The Moment of Proof: Mathematical Epiphanies》. Oxford University Press. ISBN 978-0-195-13919-8.
- Brudner, Harvey J. (1994). 《Fermat and the Missing Numbers》. WLC, Inc. ISBN 978-0-964-47850-3.
- Edwards, H. M. (1996년 3월) [1977]. 《Fermat's Last Theorem》. New York: Springer-Verlag. ISBN 978-0-387-90230-2.
- Gerd Faltings|Faltings G (1995년 7월). “The Proof of Fermat's Last Theorem by R. Taylor and A. Wiles” (PDF). 《Notices of the AMS》 42 (7): 743–746. ISSN 0002-9920.
- Mozzochi, Charles (2000년 12월 7일). 《The Fermat Diary》. American Mathematical Society. ISBN 978-0-821-82670-6.
- Paulo Ribenboim (1979). 《13 Lectures on Fermat's Last Theorem》. New York: Springer Verlag. ISBN 978-0387904320.
- van der Poorten, Alf (1996년 3월 6일). 《Notes on Fermat's Last Theorem》. WileyBlackwell. ISBN 978-0-471-06261-5.
- Manjil P. Saikia|Saikia, Manjil P (2011년 7월). “A Study of Kummer's Proof of Fermat's Last Theorem for Regular Primes” (PDF). 《IISER Mohali Report》. 2013년 8월 29일에 원본 문서 (PDF)에서 보존된 문서. 2013년 1월 8일에 확인함.